# Lingua ebraica samaritana
L'ebraico samaritano è la varietà di ebraico antico tuttora usata dalla comunità religiosa dei Samaritani, soprattutto per le funzioni liturgiche e la lettura del Pentateuco samaritano. Si contrappone all'ebraico biblico, che fu la varietà usata nel Pentateuco ebraico.

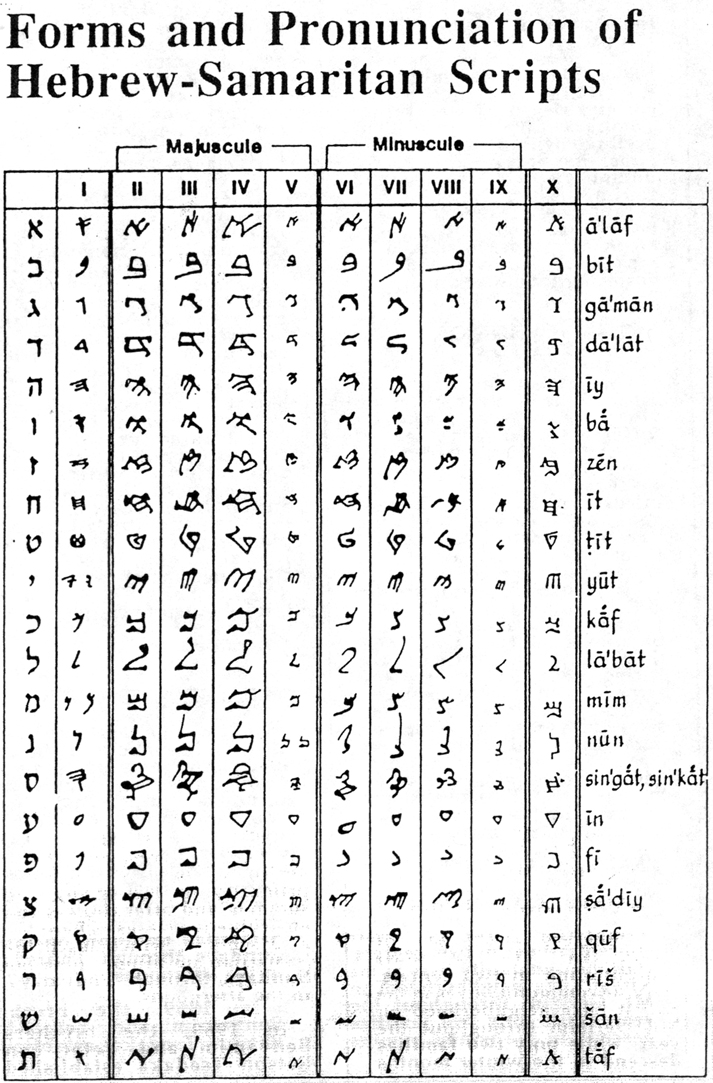
Evoluzione dell'alfabeto samaritano.

## Storia
Estintosi l'ebraico antico come lingua parlata esso venne rimpiazzato, nelle comunità samaritane, dalla lingua aramaica samaritana; con la quale l'ebraico samaritano non va confuso, nonostante costituisca un'espressione religiosa, letteraria e culturale della stessa comunità, e sia scritto con lo stesso alfabeto tradizionale. L'aramaico samaritano a sua volta smise di essere parlato tra il X e il XII secolo d.C. in favore dell'arabo, o meglio del dialetto arabo palestinese samaritano.
La fonologia dell'ebraico samaritano è molto simile a quella dell'arabo samaritano, usato dai Samaritani per la preghiera. Oggi gli idiomi parlati dai Samaritani sono: l'ebraico israeliano moderno nella comunità che vive a Holon, situata nello Stato d'Israele; e il dialetto arabo palestinese moderno in quella che risiede a Nablus/Sichem, facente parte della Cisgiordania.

## Ortografia
L'ebraico samaritano è scritto con l'alfabeto samaritano, discendente diretto dell'alfabeto paleo-ebraico, variante a sua volta dell'alfabeto proto-fenicio.
L'alfabeto samaritano è molto vicino all'alfabeto che si ritrova in molte monete ed iscrizioni dell'antico Israele. Si contrappone a tutte le altre varianti di ebraico, scritte da Ebrei, che impiegano il più tardo alfabeto ebraico quadrato, il quale è una variante dell'alfabeto aramaico; e più precisamente una forma di alfabeto assiro, che gli Ebrei cominciarono ad usare durante la cattività babilonese che seguì alla sconfitta del Regno di Giuda nel VI secolo a.C. Durante il III secolo aC gli Ebrei iniziarono ad impiegare la stilizzata forma "quadrata" dell'alfabeto aramaico allora in uso nell'Impero persiano achemenide, e che i Persiani avevano adottato dagli Assiri. Invece i Samaritani continuarono ad usare l'alfabeto paleo-ebraico, che si evolvette diventando l'alfabeto samaritano.

## Fonologia

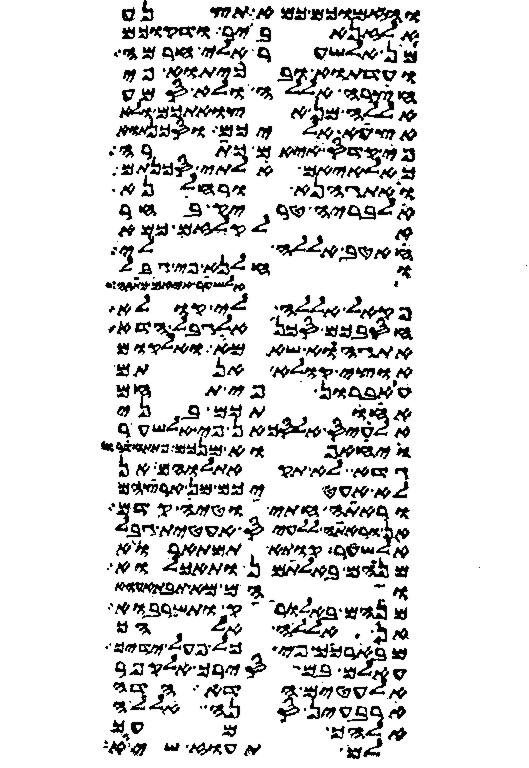
Esempio di manoscritto del Pentateuco in ebraico samaritano.

### Consonanti
L'ebraico samaritano mostra le seguenti differenze nei confronti della lingua biblica:
- i fonemi /b g d k p t/ non hanno i corrispondenti suoni spirantizzati
  - nonostante in origine almeno alcuni di essi fossero presenti,
    - come nella preposizione "in" (b-) /af/ o /b/.
- /p/ passa ad /f/
  - tranne, occasionalmente, /p:/>/b:/
- /w/ passa a /b/
  - ad eccezione della congiunzione "e" (w-) dove rimane /w/
- // si è assimilata a /sh/; contrariamente ad ogni altra tradizione di lettura ebraica coeva, in cui si pronuncia /s/
- le laringali /'àleph, kheth, he, 'àyin/ diventano /'àleph/ o mute, 
  - tranne davanti ad /a/; dove a volte /kheth/ diventa /'àyin/, e /'àyin/ rimane /'àyin/
- /q/ viene a volte pronunciato /'àleph/
  - ma non nella lettura del Pentateuco, per l'influenza dell'arabo samaritano.
- /q/ viene a volte pronunciato /ch/
  - ma di rado e soltanto nella lettura frettolosa, non accurata

### Vocali
La lunghezza fonemica è contrastiva. Es. /rab/ "grande" contro /raab/ "largo". Le vocali lunghe sono in genere il risultato dell'elisione di consonanti gutturali.
/i/ ed /e/ vengono ambedue realizzate come /ë/ nelle sillabe chiuse post-toniche, es. /bit/ "casa" /abbët/ "la casa" /ger/ /aggër/. In altri casi, /i/ tonica passa ad /e/ quando la sillaba diventa atona, es. /dabbirti/ ma /dabbertimma/. /u/ ed /o/ si contrappongono soltanto nelle sillabe aperte post-toniche, es. /jedu/ "la sua (di lui) mano" /jedo/ "le sue mani", dove /o/ deriva da un dittongo contratto. In altri contesti, /o/ compare nelle sillabe chiuse ed /u/ nelle sillabe aperte, es. /dor/ /durot/.

### Accento tonico
La posizione dell'accento tonico generalmente si differenzia da quella di altre tradizioni di lettura; in quanto cade di solito sulla penultima sillaba, e talvolta sull'ultima.

## Grammatica

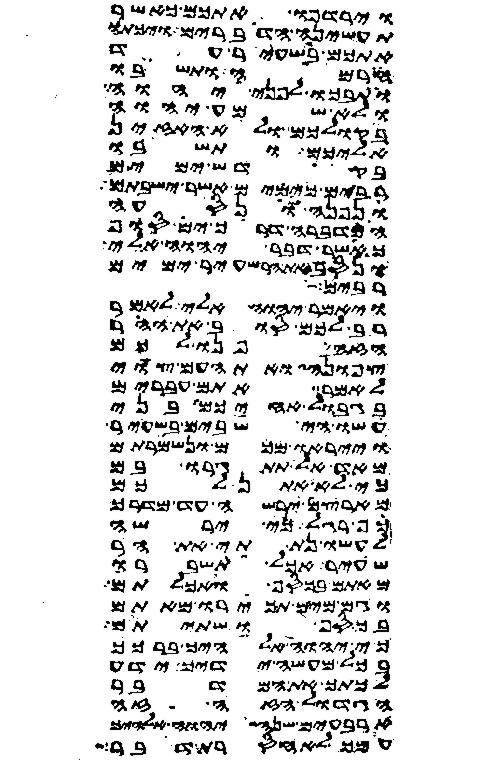
Manoscritto del Pentatuco ebraico samaritano di Nablus (XIII secolo).

### Pronomi

#### Personali
| io            | anàki                         |
| tu (masch.)   | àtta                          |
| tu (femm.)    | àtti (si noti la yodh finale) |
| egli          | û                             |
| ella          | î                             |
| noi           | anànu                         |
| voi (masch.)  | attìmma                       |
| voi (femm.)   | èttên                         |
| essi (masch.) | ìmma                          |
| essi (femm.)  | ìnna                          |

#### Dimostrativi
| questo (masch.) | ze                                   |
| questa          | zèot                                 |
| questi, queste  | ìlla                                 |
| quello          | alaz (scritto con una he all'inizio) |

#### Relativi
chi, che, cui, quale:  èshar

#### Interrogativi
Chi? = mi. Cosa? = ma.

### Nome
Quando vengono aggiunti dei suffissi, ê ed ô nell'ultima sillaba possono diventare î ed û: bôr (ebraico giudaico bohr) "fossa" > bùrôt "fosse". Si noti anche: af "rabbia" > èppa "la sua (di lei) rabbia". Le vocali segolate si comportano più o meno come in altre varianti dell'ebraico: bethen "stomaco" > bàthnek "il vosro stomaco", ke'seph "argento" > ke'sfànu (ebr. giudaico kaspe'nu) "il nostro argento", dèrek > dirkakimma "la vostra via" ma àresh (ebr. giudaico è'rets) "terra" > àrshak (ebr. giudaico arts-ekha) "la vostra terra".

### Articolo
L'articolo definito è a- o e- e causa la geminazione della consonante seguente, a meno che sia una gutturale; si scrive con una he, ma solitamente la h è muta. Dunque, per esempio, ènnar/ànnar = "la giovinezza"; ellêm = "la carne"; a'èmur = "l'asino".

### Numero
I suffissi plurali regolari sono -êm (ebr. giudaico -im) per il maschile; -ôt (ebr. giudaico -oth) per il femminile: eyyamêm "i giorni", elamôt "sogni".
Il suffisso duale è talvolta -ayem (ebr. giudaico -a'yim), shenatayem "due anni"; ma in genere è -êm come nel plurale yèdêm "mani" (ebr. giudaico yadhayim).

### Pronuncia tradizionale del Nome Divino
Nella tradizione samaritana il Nome della Divinità viene pronunciato ad alta voce con le lettere samaritane: Yohth, Ie', Baa, Ie'.
Oppure viene chiamato Shema con il significato aramaico di Nome (Divino), simile all'ebraico giudaico Ha-shem.

## Bibliografia

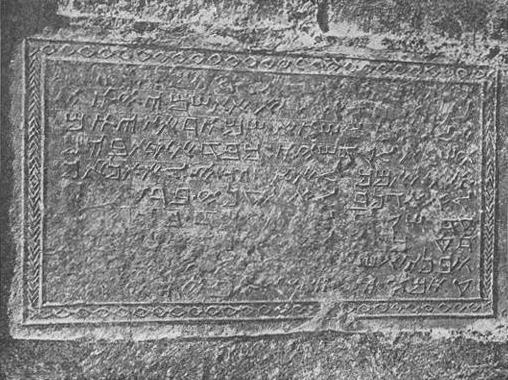
Iscrizione in ebraico samaritano.

### Verbo
Gli affissi sono: